# Kwiteria (imię)
Kwiteria – nie sposób dociec etymologii imienia, którego odpowiednikiem łacińskim jest imię Quiteria, a w języku polskim nie występuje. Imię to prawdopodobnie pochodzi z łaciny lub języków celtyckich. Imieniny obchodzone są 22 maja.